# Индийский технологический институт в Мадрасе
Индийский технологический институт в Мадрасе (англ. Indian Institute of Technology, Madras, сокр. IITM) — государственное высшее учебное заведение в Ченнаи, штат Тамилнад, Индия. Как один из индийских технологических институтов (ИИТ), он признан Институтом национального значения. Основанный в 1959 году при технической и финансовой поддержке бывшего правительства Западной Германии, это был третий ИИТ, учрежденный правительством Индии. ИИТ Мадраса является лучшим инженерным институтом в Индии по версии Национальной системы институционального рейтинга Министерства образования с момента его создания в 2016.
ИИТ Мадрас — это жилой институт, занимающий кампус площадью 2,5 квадратных километра, который ранее был частью прилегающего национального парка Гинди. В институте заняты около 600 преподавателей, 10 000 студентов и 1250 административных и вспомогательных сотрудников. Растет с тех пор, как он получил свою хартию от индийского парламента в 1961 году, большая часть кампуса представляет собой охраняемый лес, вырезанный из Национального парка Гинди, где обитает большое количество читал (пятнистый олень), черный олень, макака боннет и другие редкие виды дикой природы. Естественное озеро, углубленное в 1988 и 2003 годах, отводит большую часть дождевой воды.

## История
В 1956 году правительство Западной Германии предложило техническую помощь для создания института высшего инженерного образования в Индии. Первое индогерманское соглашение было подписано в Бонне, Западная Германия, в 1959 году для создания Индийского технологического института в Мадрасе. ИИТ Мадрас был основан при технической, академической и финансовой поддержке правительства Западной Германии и в то время был крупнейшим международным образовательным проектом, спонсируемым правительством Западной Германии. Правительство Федеративной Республики Германия согласилось оказать следующую помощь в создании высшего технологического института в Мадрасе:
— Мастерская, лабораторное оборудование и библиотека, общая стоимость которых не превышает 1,8 крор йен (230 000 долларов США).
— Двадцать немецких профессоров будут работать в институте в течение четырёх-пяти лет
— Четыре немецких мастера для мастерских института в течение 2 лет
— Помещения для обучения двадцати индийских учителей в немецких учреждениях
Это привело к нескольким совместным исследовательским усилиям с университетами и институтами в Германии на протяжении многих лет. Хотя официальная поддержка со стороны правительства Германии прекратилась, несколько исследовательских работ, связанных с программой DAAD и стипендиями Гумбольдта, все ещё существуют.
Начал функционировать Высший технологический институт в Мадрасе, известный как Индийский технологический институт, Мадрас. Первая группа из 120 студентов была принята в июле 1959 года на первый курс инженерных курсов. Институт был открыт в 1959 году тогдашним союзным министром научных исследований и культуры. В первой группе было 120 студентов со всей Индии. В 1961 году ИИТ были объявлены институтами национального значения. Первая церемония созыва состоялась 11 июля 1964 года, когда д-р С. Радхакришнан, в то время президент Индии, выступил с речью и вручил ученую степень первой группе студентов. Институт получил первых студенток в составе BTech в 1966 году. ИИТ Мадрас отпраздновал свой Золотой юбилей в 2009 году и свой бриллиантовый юбилей в 2019 году.

#### Кампус
Главный вход в ИИТ Мадрас находится на Сардар-Патель-роуд, в окружении жилых районов Адьяр и Велачери. Кампус находится недалеко от Радж-Бхавана, официальной резиденции губернатора штата Тамилнад. Другие входы расположены в Велачери (рядом с автобусной остановкой Anna Garden MTC, главной дорогой Велачери), Ганди-роуд и воротами Тарамани (недалеко от технопарка Ascendas).
Кампус расположен в 10 км (6,2 миль) от аэропорта Ченнаи, в 12 км (7,5 миль) от центрального железнодорожного вокзала Ченнаи, и связан городскими автобусами. Кастурба Нагар — ближайшая станция линии метро Ченнаи.
Две параллельные дороги, Бонн-авеню и Дели-авеню, пересекают жилой район факультета, прежде чем встретиться на Гаджендра-Серкл, недалеко от административного блока. Автобусы регулярно курсируют между главными воротами, кругом Гаджендра, Академической зоной и зоной общежитий.

##### Студенческие общежития
Большинство студентов ИИТ Мадрас проживают в общежитиях, где внеклассные занятия дополняют академическую рутину. В кампусе есть 20 общежитий, четыре из которых, Шаравати, Сараю, Сабармати и недавно построенный Тунга, предназначены исключительно для женщин. В прежние времена при каждом хостеле были пристроенные столовые, но с тех пор все они были закрыты. Столовые расположены в трех централизованных залах: Нилгири, Виндхья и Гималаи. Студенты распределяются в общежития после получения аттестата зрелости, где они обычно проживают в течение всего срока обучения.
Синдху, Пампа, Маханадхи и Тамирапарани семиэтажные, тогда как все остальные общежития трех- или четырёхэтажные. В этих четырёх общежитиях могут разместиться более 1200 студентов. Все старые общежития были трехэтажными до начала 2000-х годов, когда были добавлены дополнительные комнаты. Для увеличения приема студентов был построен дополнительный новый этаж в трехэтажных общежитиях, в которых обычно размещаются студенты старших курсов, и новый корпус вместо столовых этих общежитий. Эти новые блоки могут быть использованы в качестве входов для этих общежитий. По состоянию на 2020 год Мандакини был снесен, и ведется строительство многоэтажного здания, в котором могут разместиться около 1000 студентов.

###### Объекты
ИИТ Мадрас предоставляет жилые помещения для своих студентов, преподавателей, административного и вспомогательного персонала, а также их семей. В жилых домах работают частные поставщики провизии. Автономный кампус включает в себя две школы (Ванавани и Кендрия Видьялайя), три храма (Джалакантешвара, Дурга Пелиамман и Ганапати), три отделения банков (SBI, ICICI, Canara Bank), больницу, торговые центры, продуктовые магазины, тренажерный зал, спальню, а также крикет, футбол, хоккей и бадминтонстадионы. Интернет доступен в академической зоне и в жилой зоне для преподавателей и персонала. Ранее доступ в Интернет в зоне общежития был ограничен с 14:00 до полуночи и с 5:00 до 8:00 утра, но растущий спрос в течение учебного семестра привел к круглосуточному доступу в Интернет.
ИИТ Мадрас также обладает суперкомпьютерными возможностями благодаря суперкластеру IBM Virgo с вычислительной мощностью 97 терафлопс.

## Управление
ИИТ Мадрас является автономной уставной организацией, действующей в соответствии с Законом о технологических институтах. Двадцать три ИИТ управляются централизованно Советом ИИТ, высшим органом, учрежденным правительством Индии. Министр людских ресурсов и развития является председателем совета. У каждого института есть Совет управляющих, отвечающий за его администрирование и контроль. Финансовый комитет консультирует по вопросам финансовой политики, в то время как Комитет по строительству и работам консультирует по вопросам зданий и инфраструктуры.
Сенат состоит из всех профессоров института и определяет его академическую политику. Он контролирует и утверждает учебный план, курсы, экзамены и результаты. Он назначает комитеты для рассмотрения конкретных академических вопросов. Директор института является председателем Сената. Нынешний директор — Камакоти Вижинатан.
Три подкомитета Сената — Совет по академическим исследованиям, Совет академических курсов и Совет студентов — помогают в академическом управлении и в деятельности института. Совет по промышленному консультированию и спонсируемым исследованиям занимается промышленным консультированием, а Библиотечный консультативный комитет курирует библиотечные вопросы.